# Rìu

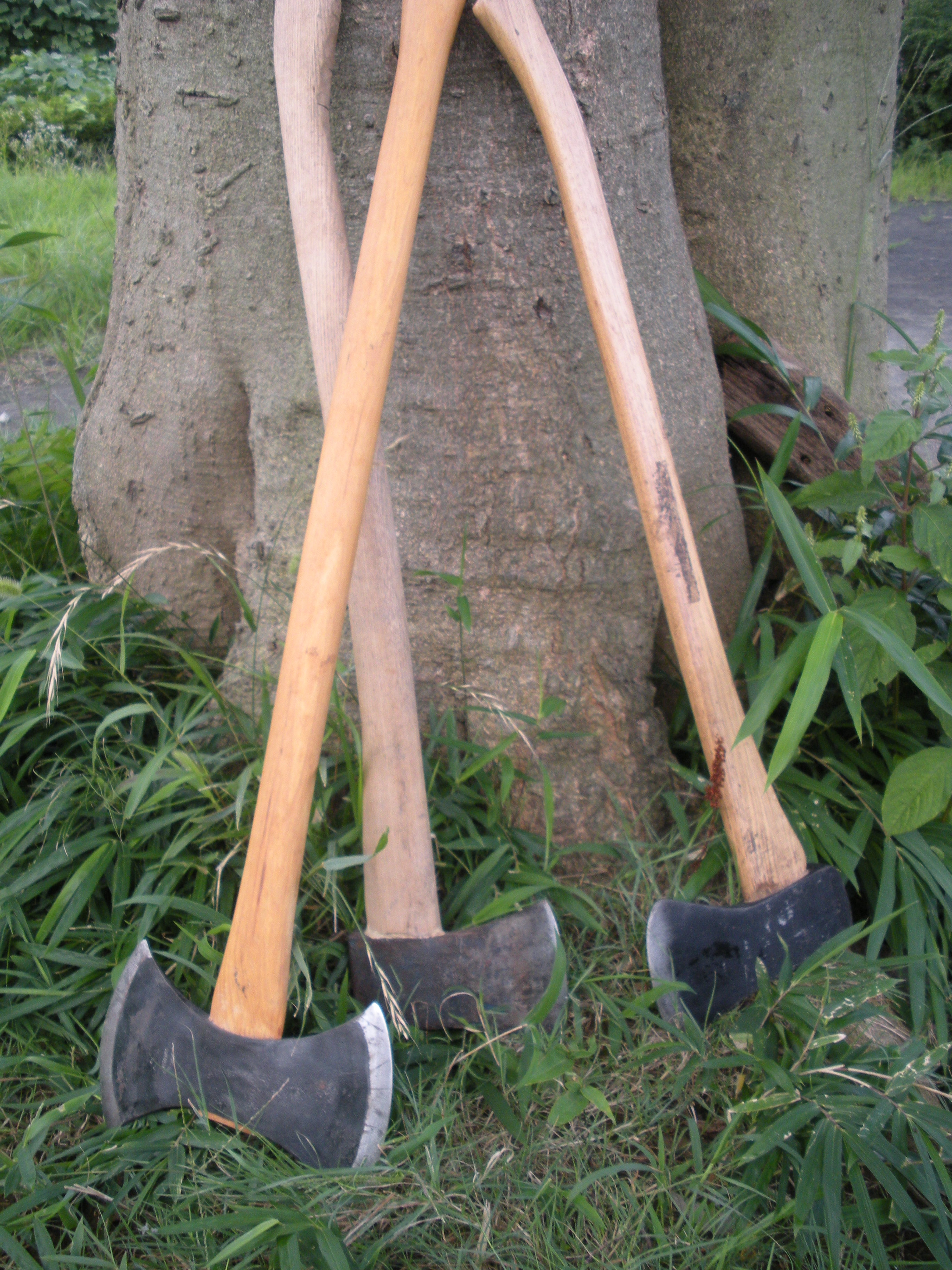
Rìu hai lưỡi và rìu một lưỡi.

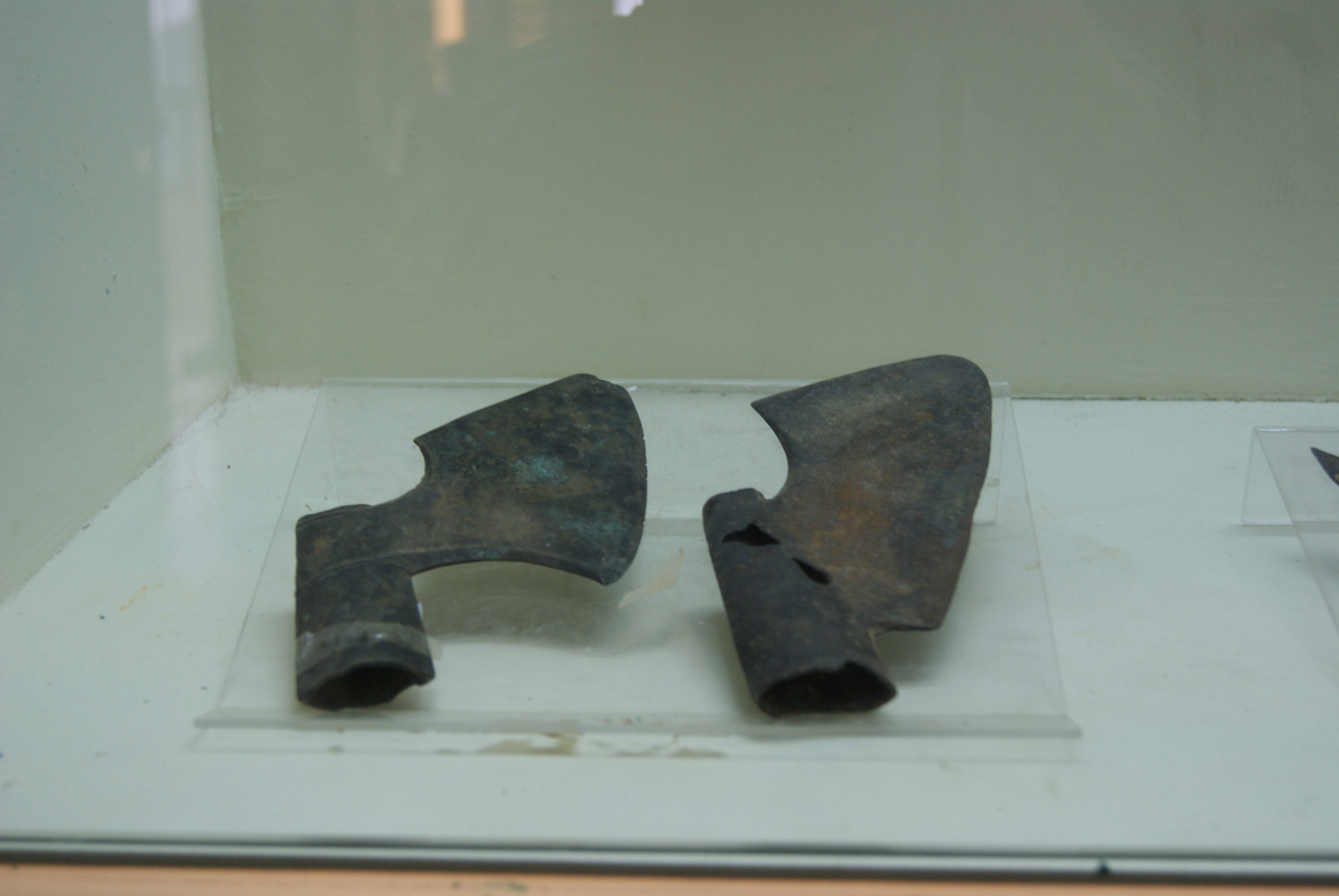
Lưỡi rìu chiến Đông Sơn trong bảo tàng.

Rìu, hay rừu, là vật dụng đã được sử dụng hàng nghìn năm, dùng để chặt cây lấy gỗ hoặc làm vũ khí. Rìu có nhiều kiểu nhưng chủ yếu gồm lưỡi rìu được gắn vào cán. Những chiếc rìu đầu tiên được làm từ đá, sau này được làm bằng đồng, đồng điếu, sắt, thép... Rìu là một dạng máy cơ đơn giản, là một dạng của mặt phẳng nghiêng, giúp lưỡi rìu ngập sâu và tách các lớp gỗ. Năng lượng của rìu gồm thế năng rìu lúc được nâng lên và sức người tác động, được giải phóng dưới dạng động năng với thời gian tác động nhỏ nên lực tác động lớn. Ở cả La Mã và Trung Hoa cổ đại, lưỡi rìu là biểu tượng cho uy quyền. Chỉ có thân vệ của tước vương mới được mang lưỡi rìu, cờ tiết.
Ở Việt Nam, rìu chiến là thứ vũ khí phổ dụng từ thời đồ đá, đồ đồng đến tận thời nhà Nguyễn. Trong múa Bát Dật ở triều đình Huế, các võ sinh sẽ cầm phủ việt (rìu chiến) và lăng khiên (khiên đa giác) để trình diễn các điệu múa phản ánh truyền thống võ trận Đại Việt. Rìu cũng là dụng cụ của các đao phủ thủ dùng để chém đầu tử tội.